# Mexicana hermosa
Mexicana hermosa es una canción de la cantautora mexicana Natalia Lafourcade y el venezolano Gustavo Guerrero. Fue compuesta para el álbum Musas de 2017. Lafourcade la define como un canto de unión entre sus compatriotas mexicanos con todos los contrastes del país, sus riquezas y momentos difíciles.
Fue lanzada el 5 de mayo incluida en Musas.

## Información de la canción
En palabras de su coautora la canción es:

La letra le habla a el (sic) México que tanto amamos. Sí, un México que ha pasado mucho dolor y aún tiene aspectos difíciles y complicados para solucionar pero que también es un México lleno de belleza, riqueza, historia y luz. Somos ricos y a momentos lo olvidamos. Más que nunca nos toca recordar lo mucho que tenemos en nuestras manos para hacer cosas grandiosas y geniales. Lo mucho que podríamos hacer y regalar al universo mientras estemos unidos y nos sintamos orgullosos de ser quienes somos. Conectemos con nuestra tierra, con nuestra gente, con nuestro folclore y nuestras raíces. Que viva México, mi energía y musa preferida mi Mexicana hermosa

## Versión Mariachi con Carlos Rivera
La versión mariachi a dueto Carlos Rivera fue lanzada el 18 de agosto de 2017. Producida por Kiko Campos y Gustavo Guerrero. El vídeo musical fue publicado el 1 de septiembre de 2017 y el vídeo con subtítulos el 15 de septiembre de 2017, justo al comienzo de las fiestas de la Independencia en México.

### Certificaciones
| País   | Organismo certificador | Certificación | Ventas certificadas | Ref.  |
| ------ | ---------------------- | ------------- | ------------------- | ----- |
| México | AMPROFON               | Oro           | 30 000              | [ 3 ] |

## Versión de la Ciudad de México
A mediados de 2017 se dio a conocer una versión de «Mexicana hermosa» con modificaciones en la letra para adaptarse como un canto de amor y respeto a Ciudad de México —ciudad natal de Lafourcade— que fue conocida primeramente como «Mexicana hermosa versión Ciudad de México» y fue ampliamente utilizada y compartida tras el Terremoto de Puebla de 2017 que afectó a la ciudad. Finalmente la canción fue publicada como sencillo el 30 de enero de 2018 bajo el nombre de «Ciudad hermosa».